# Anthracus
Anthracus är ett släkte av skalbaggar som beskrevs av Victor Ivanovitsch Motschulsky 1850. Anthracus ingår i familjen jordlöpare.
Släktet innehåller bara arten Anthracus consputus.